# بيتسي هاست
بيتسي هاست (بالإنجليزية: Betsy Hassett)‏ هي لاعبة كرة قدم نيوزيلندية، ولدت في 4 أغسطس 1990 في أوكلاند في نيوزيلندا. شاركت مع منتخب نيوزيلندا تحت 20 سنة للسيدات لكرة القدم ‏ ومنتخب نيوزيلندا لكرة القدم للسيدات. أما مع النوادي، فقد لعبت مع مانشستر سيتي.

## وصلات خارجية
- بيتسي هاست على موقع الاتحاد الدولي (مؤرشف)  (الإنجليزية)
- بيتسي هاست على موقع الاتحاد الأوربي (الإنجليزية)
- بيتسي هاست على موقع قاعدة بيانات كرة القدم.إي يو (الإنجليزية)
- بيتسي هاست على موقع Soccerway.com (الإنجليزية)
- بيتسي هاست على موقع اللجنة الأولمبية الدولية (الإنجليزية)
- بيتسي هاست على موقع أوليمبيديا (الإنجليزية)
- بيتسي هاست على موقع اللجنة الأولمبية النيوزيلندية (الإنجليزية)